# Jakub Zonszajn
Jakub Zonszajn (jid. ‏יעקבֿ זאָנשײַן‎ Jankew Zonszajn; ur. 10 stycznia 1914 w Łukowie, zm. 7 lutego 1962 w Warszawie) – polski poeta, prozaik, eseista i dramaturg żydowskiego pochodzenia, piszący głównie w języku jidysz.
Przez pierwsze lata życia mieszkał w Łukowie, gdzie kształcił się w chederze i następnie w jesziwie. W 1928 przeprowadził się wraz z rodzicami do Żychlina. Od 1930 mieszkał w Warszawie. Okres II wojny światowej spędził w Związku Radzieckim, skąd w 1947 wrócił do Polski i osiadł we Wrocławiu. Później ponownie przeprowadził się do Warszawy .
Jakub Zonszajn jest pochowany na cmentarzu żydowskim przy ulicy Okopowej w Warszawie (kwatera 64, rząd 3).

## Twórczość

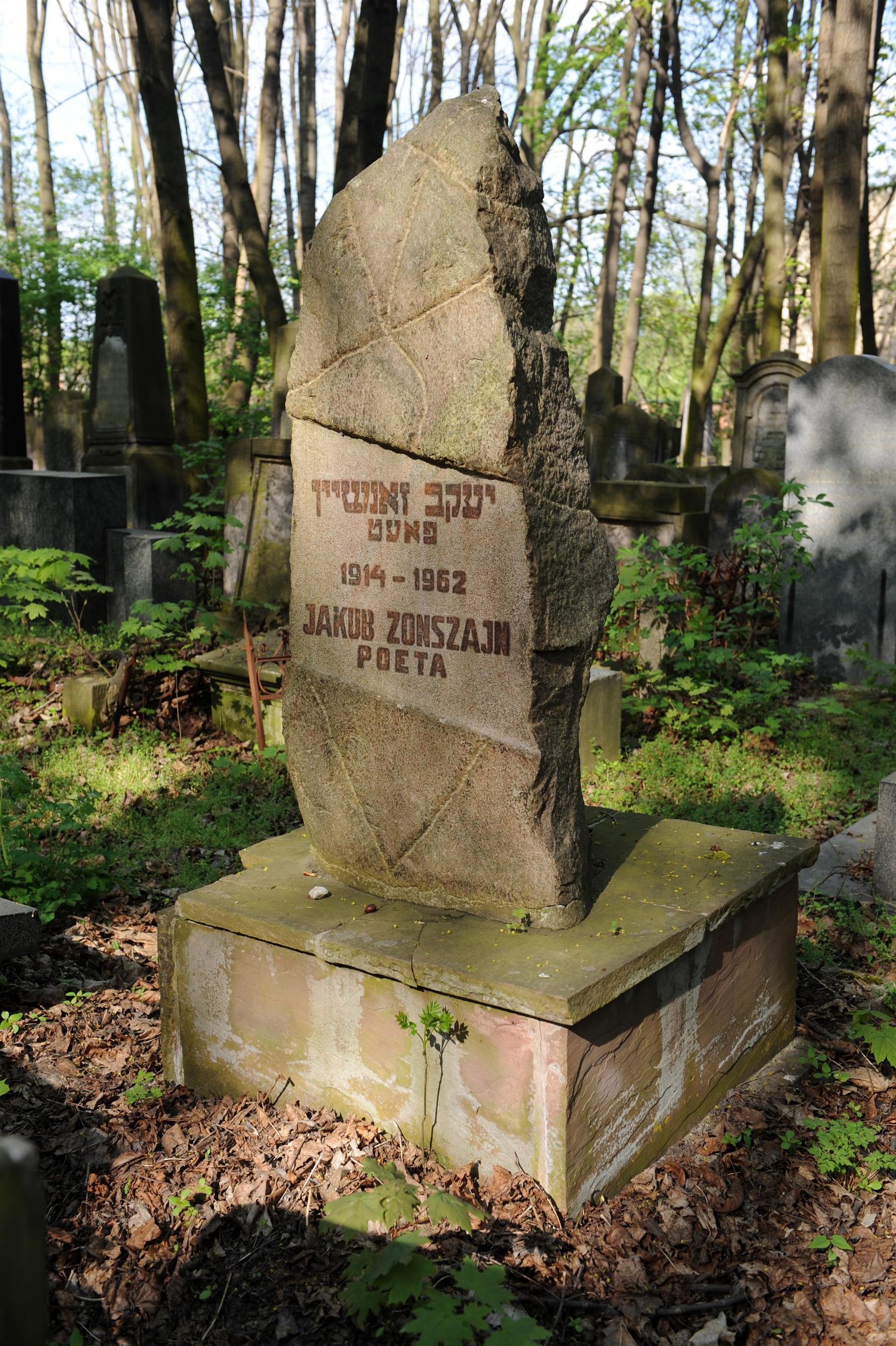
Grób Jakuba Zonszajna na cmentarzu żydowskim w Warszawie

Jakub Zonszajn po raz pierwszy zadebiutował w 1932 wierszami w prasie literackiej. Jego największa aktywność literacka przypada na okres powojenny. Jego wiersze na język polski przekładali m.in. Arnold Słucki i Jerzy Ficowski.
Dramat Herszele z Ostropola był wielokrotnie wystawiany przez Państwowy Teatr Żydowski w Warszawie.
Tomiki wierszy
- 1947: Blimełech
- 1957: Rozdroża (arkusz poetycki)
- 1959: Wort un nign
- 1963: Wiersze
- 1964: Junger winter

Dramaty
- 1950: Profesor Szwarcsztein
- 1953: Herszele z Ostropola